# Zondoma (Tougo)
Pour les articles homonymes, voir Zondoma (homonymie).
Ne doit pas être confondu avec Zondoma.
Zondoma  est une commune rurale située dans le département de Tougo de la province du Zondoma dans la région Nord au Burkina Faso.

## Santé et éducation
Le centre de soins le plus proche de Zondoma est le centre de santé et de promotion sociale (CSPS) de Tougo tandis que le centre médical avec antenne chirurgicale (CMA) de la province se trouve à Gourcy.